# Passa Passa
Passa Passa is een wekelijks straatfeest dat is ontstaan in Kingston, de hoofdstad van Jamaica, en zich heeft verspreid naar andere gebieden in het Caribisch gebied. Het is naar verluidt begonnen op Aswoensdag in 2003 met de naam bedacht door Carl Shelley . Het bevat dancehall-muziek. Het heeft zich verspreid over het Caribisch gebied, waaronder Colón (Panama), en later Puerto Rico. Het is vergelijkbaar met een straatfeest . De Passa Passa begint meestal rond 01.00 uur en staat erom bekend dat het doorgaat tot 8 uur 's ochtends.
Kunstenaars, DJ's en dansers die gewoonlijk aanwezig zijn en veel hebben gedaan om het feest op te bouwen voor wat het vandaag is, zijn onder meer: Bogle, Ding Dong (dancehall-artiest en danser), Marvin, Kartoon, Aneika Headtop, Ravers Clavers, Black Blingaz, Timeless Crew, Shelly Belly, Spikes, John Hype, Sample 6, Sherika Future, Jermaine Squad, Sadiki, Swatch, Maestro, Beenie Man en Future Girls. 
Door middel van Passa Passa hebben veel professionele en amateurdansers media aandacht gekregen, aangezien het evenement doorgaans op video wordt opgenomen voor massadistributie op dvd. Veel van de populaire Jamaicaanse dansers, zoals Bogle en Ding Dong, zijn op deze video's verschenen. De verspreiding van de populariteit van dancehall, met name in Japan en Europa, trekt veel internationale dancehall-fans aan, samen met honderden Jamaicanen die wekelijks aanwezig zijn.
Het liedje Pata pata van Miriam Makeba is populair in Jamaica op de lokale radiostations, JBC of RJR, en werd door kinderen meegezongen. De woorden lijken te verwijzen naar de huidige versie van Jamaicaanse Passa Passa. De songteksten van Makeba's lied zijn schaars, maar ze gaan als volgt: "Pata Pata is de naam van de dans, we doen het in Johannesburg, en iedereen begint te bewegen zodra Pata Pata begint te spelen. Elke vrijdag- en zaterdagavond, het is Pata Pata-tijd, gaat de dans de hele nacht door totdat de ochtendzon begint te schijnen ". Er zijn veel overeenkomsten tussen de twee, of gewoon is het toeval?
De minister van Onderwijs van Grenada, Claris Charles, riep in 2006 op tot een verbod op de dans in dat land.